# Argynnis immaculata
Argynnis immaculata är en fjärilsart som beskrevs av Bell 1862. Argynnis immaculata ingår i släktet Argynnis och familjen praktfjärilar. Inga underarter finns listade i Catalogue of Life.